# Kiss You
"Kiss You" é uma canção da boy band inglesa One Direction de seu segundo álbum de estúdio Take Me Home (2012). Ele foi escrito por Kristoffer Fogelmark, Kristian Lundin, Nedler Albin, Rami Yacoub, Kotecha Savan e Carl Falk e produzida por Rami Yacoub e Carl Falk. A canção utiliza elementos de dance-pop, power pop e teen pop. "Kiss You" foi escolhida como terceiro single nos EUA, do álbum Take Me Home e foi lançada para download digital em 17 de novembro de 2012. O clipe da canção foi dirigido por Vaughan Arnell, que já havia dirigido clipes da banda como "Live While We're Young" e "Little Things" ambas do álbum Take Me Home. De acordo com Zayn Malik, o conceito por trás do vídeo da música é o maior e melhor que eles já fizeram.

## Desempenho comercial
Após o lançamento do Take Me Home em 9 de novembro de 2012, "Kiss You" entrou no UK Singles Chart no número 152, no Canadian Hot 100, no número 80, e nos EUA Billboard Hot 100, no número 95.

## Vídeo musical
O clipe de "Kiss You" foi dirigido por Vaughan Arnell. Arnell já havia dirigido vídeos para o One Direction com as canções "Live While We're Young" e "Little Things". Em uma entrevista em novembro de 2012 com a MTV News, o grupo confirmou que um vídeo da música havia sido gravado. Sobre trabalhar com Arnell, Niall Horan declarou: "Eu adoro trabalhar com Vaughan. Ele é um cara muito legal. Ele nos deixa confortáveis no que estamos fazendo, e ele é muito fácil de trabalhar". Zayn Malik, comentou: "Eu acho que todo o conceito por trás do vídeo é maior do que qualquer coisa que já fizemos antes. É uma ideia e é o tipo de estrutura, que é um pouco diferente do que temos feito antes, e em como uma forma de comédia. Ele é muito engraçado. Estamos apenas nos divertindo". Liam Payne acrescentou: "Havia adequada conjuntos e tudo para este vídeo, e havia um monte de trabalho duro que entrou com a tripulação". O clipe tem data marcada de estreia para 7 de janeiro de 2013.

## Performances ao vivo
One Direction realizou a canção junto "What Makes You Beautiful", "Little Things", e "Live While We're Young" no The Today Show no the Rockefeller Center em 13 November 2012, para um público recorde estimado em 15 mil pessoas. "Kiss You" foi incluído no setlist do show de dezembro realizado em Nova York no Madison Square Garden. Em 9 de dezembro de 2012, One Direction performou "Kiss You" na final da nona temporada do X Factor.

## Lista de faixas
- Versão do álbum

| N.º | Título     | Duração |  |
| 1.  | "Kiss You" | 3:04    |  |

## Desempenho nas paradas
| Tabela Musical (2013)                                  | Melhor Posição |
| ------------------------------------------------------ | -------------- |
| Alemanha (Media Control Charts)                        | 69             |
| Austrália (ARIA Charts)                                | 13             |
| Áustria (Ö3 Austria Top 40)                            | 57             |
| Bélgica (Ultratop 50 de Flandres)                      | 30             |
| Bélgica (Ultratop 50 da Valônia)                       | 33             |
| Brasil (Brasil Hot 100 Airplay)                        | 86             |
| Brasil (Brasil Hot Pop Songs)                          | 28             |
| Canadá (Canadian Hot 100)                              | 30             |
| Coreia do Sul (Gaon Single Chart)                      | 16             |
| Dinamarca (Hitlisten)                                  | 24             |
| Escócia (The Official Charts Company)                  | 7              |
| Estados Unidos (Billboard Hot 100)                     | 46             |
| Estados Unidos (Billboard Mainstream Top 40)           | 19             |
| França (Syndicat National de l'Édition Phonographique) | 36             |
| Irlanda (Irish Recorded Music Association)             | 7              |
| Itália (Federazione Industria Musicale Italiana)       | 47             |
| Japão (Japan Hot 100)                                  | 18             |
| México (México Singles Airplay)                        | 149            |
| Nova Zelândia (NZ Top 40 Singles)                      | 13             |
| Países Baixos (MegaCharts)                             | 15             |
| Reino Unido (UK Singles Chart)                         | 9              |
| Suécia (Sverigetopplistan)                             | 50             |
| Suíça (Schweizer Hitparade)                            | 45             |

### Certificações
| País (Empresa)           | Certificação | Vendas  |
| ------------------------ | ------------ | ------- |
| Austrália (ARIA)         | Platina      | 70.000  |
| Canadá (Music Canada)    | Platina      | 80.000  |
| Dinamarca (IFPI Denmark) | Ouro         | 15.000  |
| Estados Unidos (RIAA)    | Ouro         | 500.000 |
| Japão (RIAJ)             | Ouro         | 100.000 |
| México (AMPROFON)        | Ouro         | 30.000  |
| Nova Zelândia (RMNZ)     | Ouro         | 7.500   |
| Noruega (IFPI Norway)    | Ouro         | 5.000   |
| Reino Unido (BPI)        | Platina      | 320.000 |
| Venezuela (APFV)         | Ouro         | 5.000   |